# Olimpiada szachowa 1972

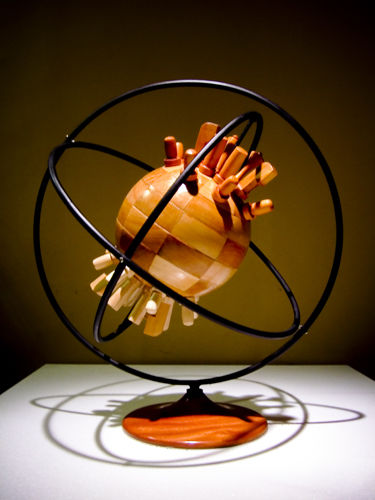
Zdjęcie globusu szachowego

Olimpiada szachowa 1972 rozegrana została w Skopje w dniach 18 września - 13 października 1972 r. Po raz pierwszy w historii turniejów olimpijskich w tym samym miejscu i czasie odbyły się olimpiady kobiet i mężczyzn.

## 20. olimpiada szachowa mężczyzn
Wyniki końcowe finałów A i B (63 drużyny, eliminacje w ośmiu grupach + cztery finały, system kołowy). Występująca w finale B drużyna Albanii odmówiła w XI rundzie gry z Izraelem i wycofała się z turnieju, w wyniku czego jej wyniki zostały anulowane, a zespół – nie sklasyfikowany.
| Miejsce           | Kraj              | Punkty |
| ----------------- | ----------------- | ------ |
| Finał A (15 rund) |                   |        |
| 1                 | ZSRR              | 42     |
| 2                 | Węgry             | 40½    |
| 3                 | Jugosławia        | 38     |
| 4                 | Czechosłowacja    | 35½    |
| 5                 | RFN               | 35     |
| 6                 | Bułgaria          | 32     |
| 7                 | Rumunia           | 31½    |
| 8                 | Holandia          | 29     |
| 9                 | Stany Zjednoczone | 29     |
| 10                | NRD               | 27½    |
| 11                | Hiszpania         | 26     |
| 12                | Polska            | 24½    |
| 13                | Dania             | 23     |
| 14                | Argentyna         | 22½    |
| 15                | Szwecja           | 22½    |
| 16                | Szwajcaria        | 21½    |

| Miejsce           | Kraj      | Punkty |
| ----------------- | --------- | ------ |
| Finał B (14 rund) |           |        |
| 17                | Anglia    | 37     |
| 18                | Izrael    | 36½    |
| 19                | Kanada    | 33     |
| 20                | Filipiny  | 31½    |
| 21                | Norwegia  | 30½    |
| 22                | Kuba      | 30     |
| 23                | Austria   | 30     |
| 24                | Islandia  | 29     |
| 25                | Kolumbia  | 27     |
| 26                | Indonezja | 25½    |
| 27                | Włochy    | 25     |
| 28                | Mongolia  | 24½    |
| 29                | Grecja    | 21     |
| 30                | Belgia    | 20½    |
| 31                | Peru      | 19     |
| –                 | Albania   | –      |

| Miejsce | Medaliści + skład reprezentacji Polski                                                                        |
| ------- | --- |
| 1       | Tigran Petrosjan, Wiktor Korcznoj, Wasilij Smysłow, Michaił Tal, Anatolij Karpow, Władimir Sawon              |
| 2       | Lajos Portisch, István Bilek, Győző Forintos, Zoltán Ribli, István Csom, Gyula Sax                            |
| 3       | Svetozar Gligorić, Borislav Ivkov, Ljubomir Ljubojević, Aleksandar Matanović, Milan Matulović, Josip Rukavina |
|         | Włodzimierz Schmidt, Jacek Bednarski, Krzysztof Pytel, Aleksander Sznapik, Andrzej Filipowicz, Andrzej Sydor  |

## 5. olimpiada szachowa kobiet
Wyniki końcowe finałów A i B (23 drużyny, eliminacje w czterech grupach + trzy finały, system kołowy).
| Miejsce          | Kraj           | Punkty |
| ---------------- | -------------- | ------ |
| Finał A (7 rund) |                |        |
| 1                | ZSRR           | 11½    |
| 2                | Rumunia        | 8      |
| 3                | Węgry          | 8      |
| 4                | Bułgaria       | 7½     |
| 5                | Czechosłowacja | 7      |
| 6                | RFN            | 5½     |
| 7                | NRD            | 4½     |
| 8                | Anglia         | 4      |

| Miejsce          | Kraj       | Punkty |
| ---------------- | ---------- | ------ |
| Finał B (7 rund) |            |        |
| 9                | Polska     | 10½    |
| 10               | Jugosławia | 8½     |
| 11               | Austria    | 7      |
| 12               | Holandia   | 7      |
| 13               | Szwecja    | 6½     |
| 14               | Brazylia   | 6      |
| 15               | Mongolia   | 5½     |
| 16               | Australia  | 5      |

| Miejsce | Medalistki + skład reprezentacji Polski                              |
| ------- | -------------------------------------------------------------------- |
| 1       | Nona Gaprindaszwili, Ałła Kusznir, Irina Lewitina                    |
| 2       | Elisabeta Polihroniade, Alexandra Nicolau, Gertrude Baumstark        |
| 3       | Mária Ivánka, Zsuzsa Verőci, Gyuláné Krizsán                         |
|         | Krystyna Radzikowska, Hanna Ereńska-Radzewska, Mirosława Litmanowicz |